# Georges-Eugène Haussmann
Georges-Eugène Haussmann (mer känd som Baron Haussmann), född 27 mars 1809 i Paris, död 11 januari 1891 i Paris, var en fransk stadsbyggare, finansman och prefekt vid Seine. Han förknippas intimt med ombyggnationen av Paris åren 1853–1870. 

## Biografi
Haussmann föddes i Paris som son till en handlare från Elsass. År 1833 blev Haussmann underprefekt i Paris och avancerade snabbt i graderna. Vid 1848 års revolution förlorade han dock sin tjänst. Under prins Napoleons presidentskap innehade han (1849–1852) platsen som prefekt i tre departement, utnämndes 1853 till prefekt i Seinedepartementet, blev baron och fick 1857 plats i senaten.
Haussmann ledde de offentliga arbetena på Paris försköning, genom vilka huvudstaden inom få år fullständigt omskapades och han myntade därvid begreppet regularisering. Napoleon III:s envåldsmakt gjorde det möjligt att tvångsinlösa och riva 27 000 av stadens 66 000 byggnader. De gamla och vid den här tiden omoderna befästningsvallarna och vallgravarna revs och fylldes igen. Gamla trånga och osunda kvarter revs ned och byggdes om, nya boulevarder och parker anlades i och omkring staden, en mängd offentliga byggnader uppfördes, vattenlednings- och kloakväsendet förbättrades - anläggningar, som emellertid ådrog Paris, en skuldbörda av 848 miljoner francs, medförde höga hyror och levnadsomkostnader. Samtidigt utplånades många historiska miljöer, bland annat på Île de la Cité. Dessa omständigheter jämte Haussmanns självrådighet, vållade skarpa anfall till exempel av Jules Ferry (Comptes fantastiques d’Haussmann, 1868).
Då i januari 1870 kabinettet Ollivier tog över styrelsen, blev Haussmann avlägsnad från sin prefektplats. Han kallades 1871 till direktör i det ryktbara bankinstitutet "Crédit mobilier". 1877–1881 representerade han Ajaccio i deputeradekammaren. På Haussmanns initiativ och under hans beskydd utgavs Histoire générale de Paris. Åren 1890–1893 utgavs Mémoires du baron Haussmann i tre band.
Haussmann inspirerade den svenske stadsplaneraren Albert Lindhagen att år 1866 lägga fram den så kallade Lindhagenplanen. 
Rörsjöstaden i Malmö är inspirerad av Haussmanns stil.